# Rissole

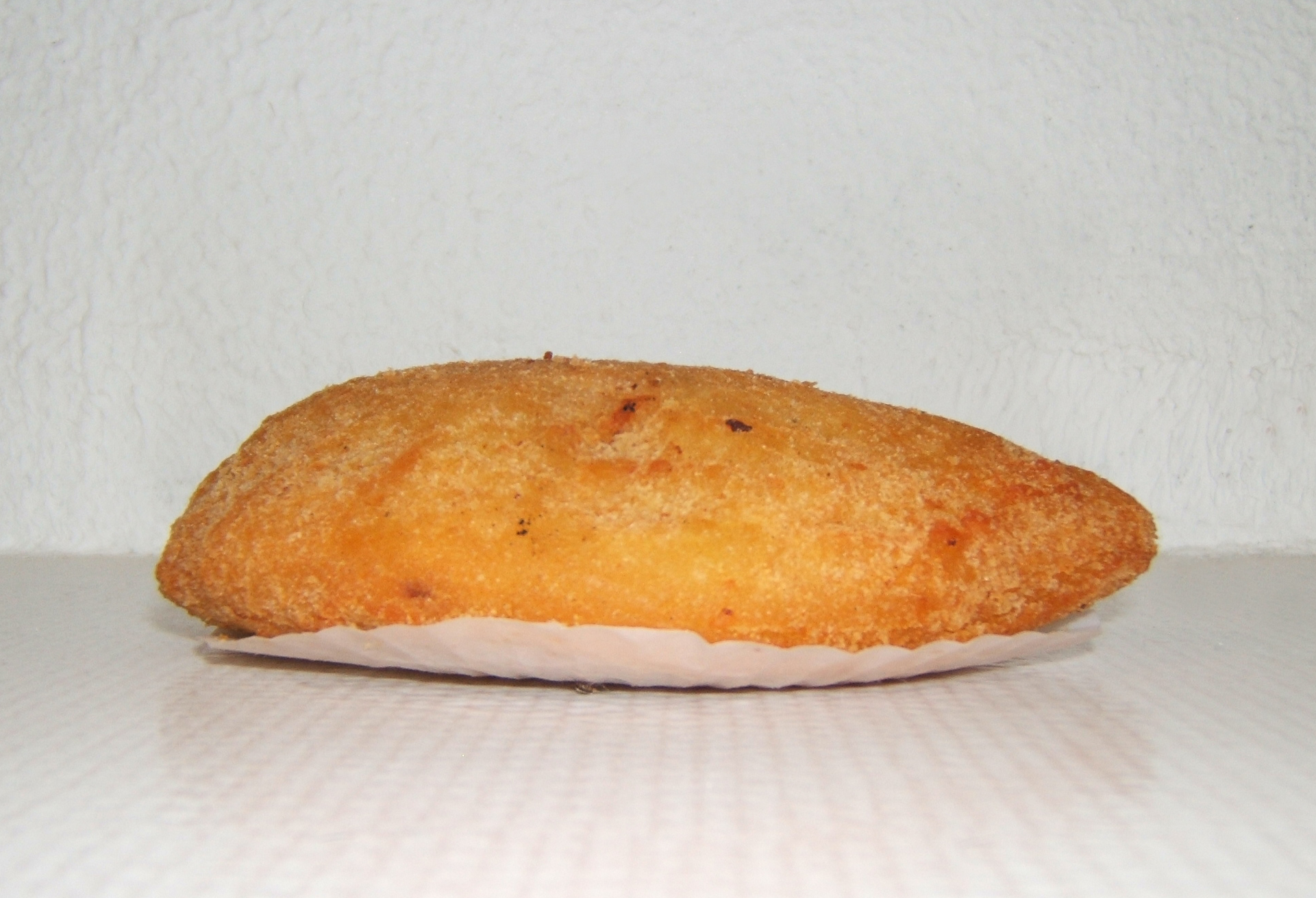
Rissole pronto para comer.

Rissole (em francês), aportuguesado como risole (por vezes utilizado no plural risoles), no Brasil, ou rissol, em Portugal (rissóis no plural) é um pastel salgado, um tipo de salgadinho em forma de meia-lua, feito de massa pré-cozida à base de farinha de trigo. O pastel é passado em ovo antes de ser frito. Como recheio, pode levar carne moída, camarão (com molho bechamel), palmito, frango, presunto,queijo, salsicha ou atum.